# 中国农工民主党吉林省委员会
中国农工民主党吉林省委员会，简称农工党吉林省委、吉林农工党，是中国农工民主党在吉林省的地方组织。